# Pretty Maids
A Pretty Maids (jelentése: Csinos lányok) dán hard rock/heavy metal/glam metal együttes. 1981-ben alakultak Horsens-ben. Eleinte Thin Lizzy feldolgozásokat játszottak, csak amikor egy évvel később Ronnie Atkins csatlakozott, akkor kezdtek el saját zenét szerezni. 15 nagylemezt, három koncertalbumot, két koncertalbumot és négy EP-t jelentettek meg. Magyarországon is népszerűnek számít a zenekar, mivel eddig négyszer léptek fel hazánkban, először a nyolcvanas-kilencvenes években a Monsters of Rock fesztiválon. 2013-ban, a Barba Negra Music Clubban másodszor is felléptek. Harmadszor 2017-ben koncerteztek nálunk, az A38 Hajón. 2018 márciusában negyedszer is eljutottak hozzánk, a német Pink Cream 69 társaságában, ekkor szintén az A38-on koncerteztek.

## Tagok
Jelenlegi tagok
- Ronnie Atkins – ének (1982–)
- Ken Hammer – gitár (1981–)
- Rene Shades – basszusgitár (2004, 2011–)
- Chris Laney – billentyűk, gitár (2016–)
- Allen Sorensen – dobok (2017–)

## Diszkográfia
Stúdióalbumok
- Red Hot and Heavy (1984)
- Future World (1987)
- Jump the Gun (1990)
- Sin-Decade (1992)
- Stripped (1993)
- Scream (1994)
- Spooked (1998)
- Anything Worth Doing is Worth Overdoing (1999)
- Carpe Diem (2000)
- Planet Panic (2002)
- Wake Up to the Real World (2006)
- Pandemonium (2010)
- Motherland (2013)
- Louder than Ever (2014)
- Kingsland (2016)
- Undress Your Madness (2019)